# Pallavolo ai XVI Giochi del Sud-est asiatico
La pallavolo ai XVI Giochi del Sud-est asiatico si è disputata durante la XVI edizione dei Giochi del Sud-est asiatico, che si è svolta a Manila, nelle Filippine, nel 1991.

## Podi
| Evento                         | Oro        | Argento    | Bronzo    |
| Pallavolo maschile (dettagli)  | India      | Thailandia | Filippine |
| Pallavolo femminile (dettagli) | Thailandia | Indonesia  | Filippine |